# Túnel de Rimutaka
El Túnel de Rimutaka (en inglés: Rimutaka Tunnel; oficialmente Túnel 2, Línea Wairarapa) es un túnel ferroviario que se extiende a través de los montes Rimutaka de Nueva Zelanda, entre Maymorn, cerca de Upper Hutt, y Featherston, en la línea de Wairarapa.
El túnel, que fue abierto al tráfico el 3 de noviembre de 1955, es 8,798 kilómetros (5.467 millas) de largo. Era el túnel más largo de Nueva Zelanda, sobrepasando al Túnel Otira en la Isla Sur hasta la finalización del túnel de Kaimai (8,88 kilómetros, 5,55 millas) cerca de Tauranga en 1978. Rimutaka sigue siendo el túnel más largo de Nueva Zelanda con trenes regulares de pasajeros.